# فرانكلين إس. هاريس
فرانكلين إس. هاريس (بالإنجليزية: Franklin S. Harris)‏ هو أكاديمي ومبشر أمريكي، ولد في 29 أغسطس 1884 في بنجامين في الولايات المتحدة، وتوفي في 18 أبريل 1960 في سولت ليك في الولايات المتحدة.